# Château-Rouge
Château-Rouge (deutsch Rothendorf) ist eine französische Gemeinde mit 297 Einwohnern (Stand 1. Januar 2022) im Département Moselle in der Region Grand Est (bis 2015 Lothringen).

## Geographie
Der Ort liegt im Norden Lothringens, vierzig Kilometer nordöstlich von Metz, 14 Kilometer nordnordöstlich von Boulay-Moselle (Bolchen), fünf Kilometer ostsüdöstlich von Bouzonville (Busendorf) sowie 500 Meter nördlich von Oberdorff (Oberdorf) und drei Kilometer von der Grenze zum Saarland entfernt. 

## Geschichte
Die Gemeinde wurde erstmals  1148 als Ruchenestorf erwähnt. Weitere Ortsbezeichnungen waren Ruchmestorf (1179), Rodendorp (1316), Roedendorff (1484), Rudendorf (1544), Roudendorff (1627), Rodendorf (1779), Château Rouge ou Rothdorf (1793), Rudendorff (19. Jahrhundert).  Das Dorf gehörte früher zum Herzogtum Lothringen im Heiligen Römischen Reich.
1158 überschrieb der Herzog von Lothringen die Einkünfte des Dorfes an die Heilig-Kreuz-Abtei Busendorf. 1341 siegelte ein Aubertin von Rodendorff einen Friedensvertrag zwischen seinen Schwägern Arnold und Dietrich von Felsberg und dem Bischof von Metz. Das Geschlecht derer von Rodendorff wird mit dieser Nennung erstmals erwähnt, zu diesem Zeitpunkt muss daher im Ort bereits eine Burg existiert haben. Im 14. Jahrhundert kam die Herrschaft durch Erbe an die von Baldering, de Rapviller und de Craincourt. Im 15. Jahrhundert erwarben die Herren von Brandscheid die Burg und infolge von Eheschließungen später die Eltz zu Blieskastel und die Metternich anteilig, ab dem 18. Jahrhundert die Eltz-Rodendorf allein, die ab 1681 auch Freisdorf und Ende des 18. Jahrhunderts die Burg Bourscheid besaßen. 
Durch den Frankfurter Frieden vom 10. Mai 1871 kam das Gebiet an das deutsche Reichsland Elsaß-Lothringen, und das Dorf wurde dem Kreis Bolchen im Bezirk Lothringen zugeordnet. Die Dorfbewohner betrieben Getreide- und Weinbau sowie Viehzucht.
Nach dem Ersten Weltkrieg musste die Region aufgrund der Bestimmungen des Versailler Vertrags 1919 an Frankreich abgetreten werden. Das Schloss brannte 1935 ab. 
Im Zweiten Weltkrieg war das Gebiet von der deutschen Wehrmacht besetzt, und die Ortschaft stand bis 1944 unter deutscher Verwaltung.

### Bevölkerungsentwicklung
| Jahr      | 1962 | 1968 | 1975 | 1982 | 1990 | 1999 | 2009 | 2019 |
| Einwohner | 153  | 169  | 170  | 160  | 177  | 379  | 219  | 286  |

## Sehenswürdigkeiten
- Kirche St. Mauritius (Saint-Maurice) aus dem Jahr 1828

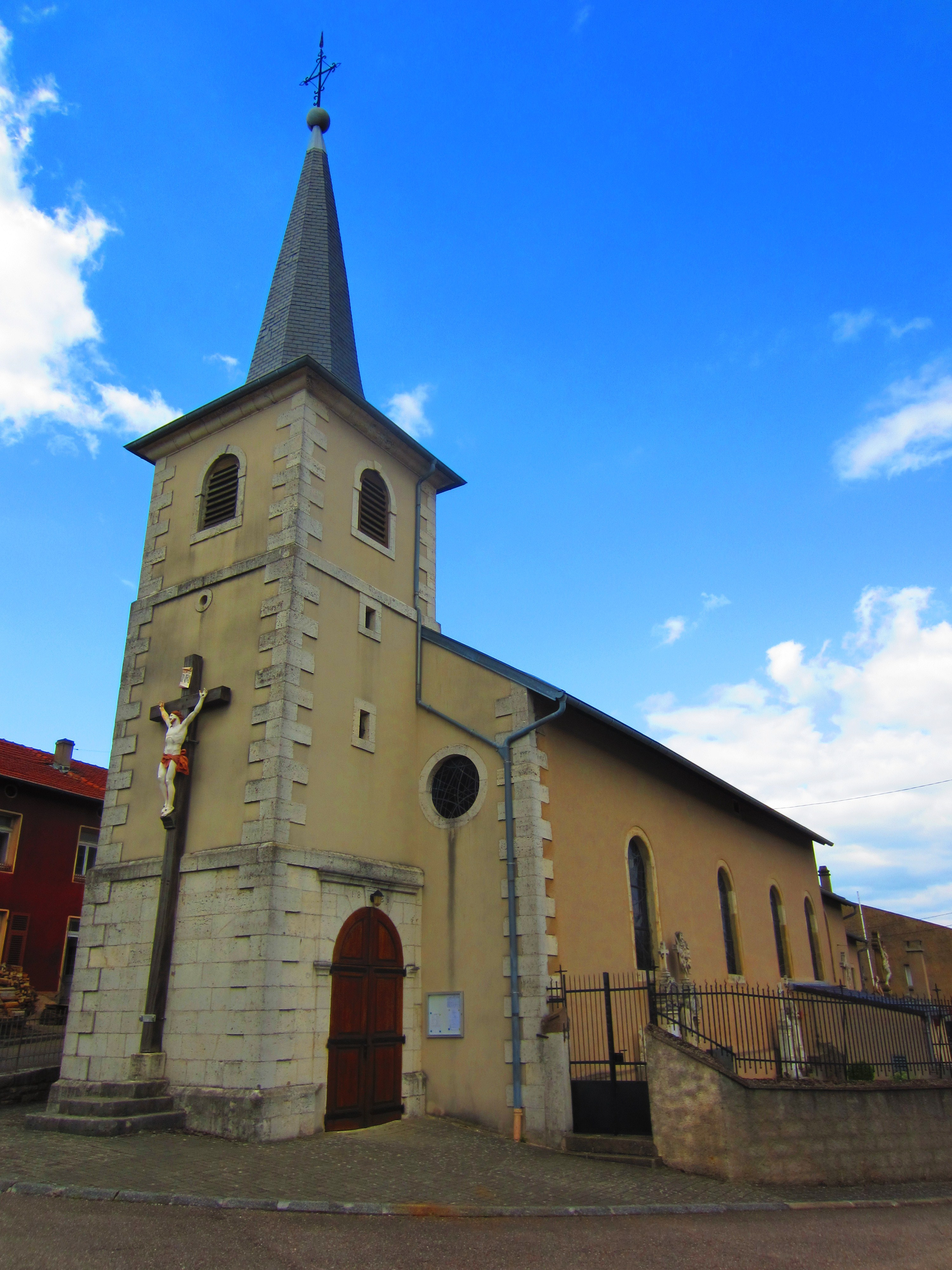
Kirche St. Mauritius (Saint-Maurice)
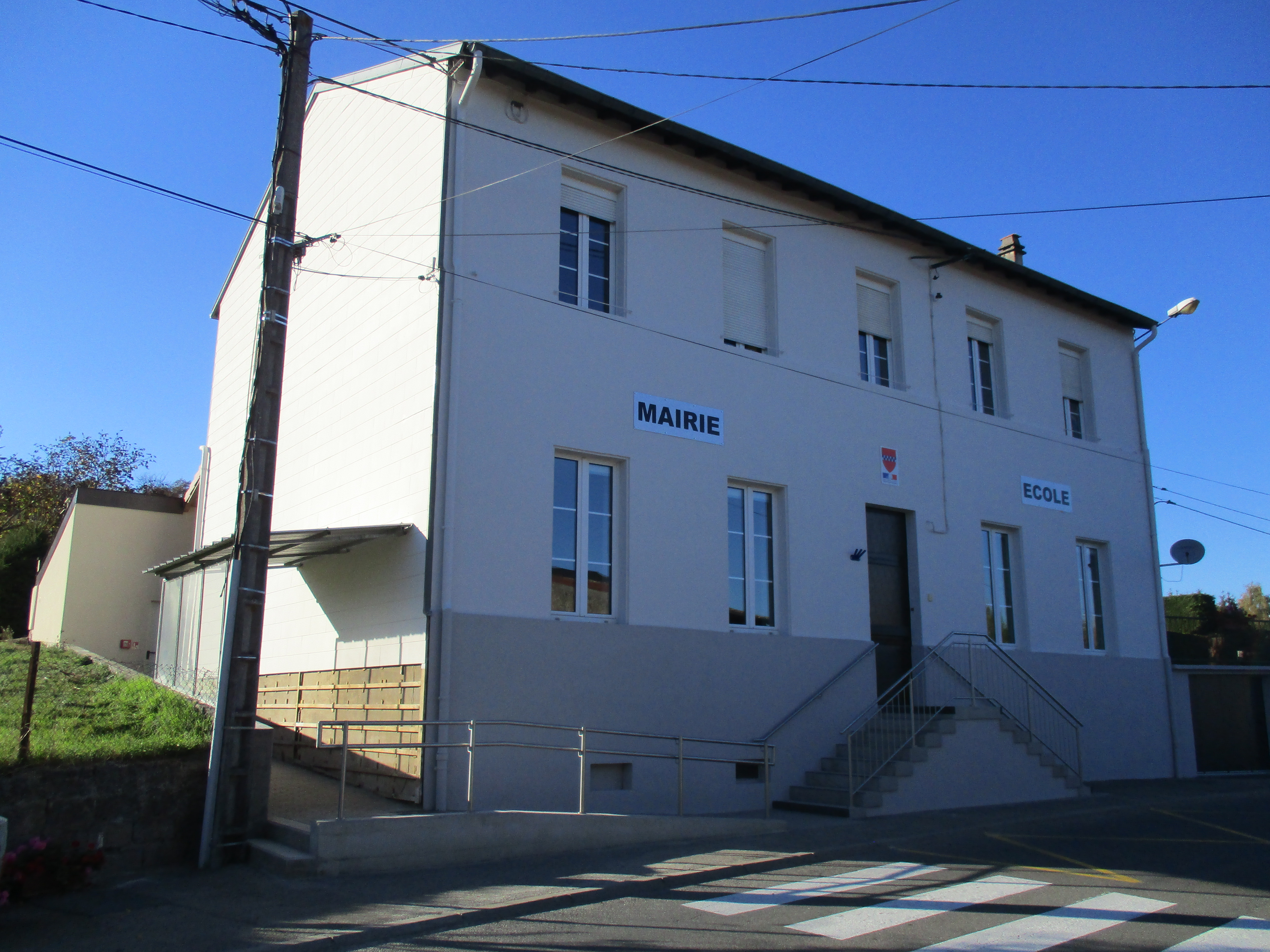
Rathaus- und Schulgebäude